# ヒロミのおせっ買い!
『ヒロミのおせっ買い!』（ヒロミのおせっかい!）は、日本テレビで2023年12月17日から単発特番で放送されているロケバラエティ番組である。MCはヒロミと長谷川忍と佐久間大介。

## 概要
買い物にロマンを持つヒロミと買い物好きの長谷川忍、佐久間大介の3人が、買い物で悩むゲストのショッピングに付き合い“おせっかい”を焼く、買い物ロケバラエティ。

## 出演者

### MC
- ヒロミ
- 長谷川忍（シソンヌ）
- 佐久間大介（Snow Man）